# Liste der Baudenkmale in Wolfsburg-Nordstadt
In der Liste sind die Baudenkmale in der Ortschaft Nordstadt der niedersächsischen Stadt Wolfsburg aufgelistet.

## Alt-Wolfsburg

### Baudenkmalgruppe Alt-Wolfsburg
| Lage                                             | Bezeichnung                    | Beschreibung                                                        | ID       | Bild           |
| ------------------------------------------------ | ------------------------------ | ------------------------------------------------------------------- | -------- | -------------- |
| Schloßstraße 52° 26′ 25″ N, 10° 47′ 59″ O        | Baudenkmalgruppe Alt-Wolfsburg |                                                                     | 34201828 |                |
| Nordstadtstraße 24 52° 26′ 35″ N, 10° 47′ 56″ O  | Wohnhaus                       |                                                                     | 34291192 |                |
| Nordstadtstraße 24 52° 26′ 35″ N, 10° 47′ 56″ O  | Stall                          |                                                                     | 34291215 |                |
| Nordstadtstraße 26 52° 26′ 35″ N, 10° 47′ 54″ O  | Forsthaus                      |                                                                     | 34291146 |                |
| Nordstadtstraße 26 52° 26′ 36″ N, 10° 47′ 54″ O  | Scheune                        |                                                                     | 34291169 |                |
| Oebisfelder Straße 52° 26′ 11″ N, 10° 47′ 50″ O  | Allee                          |                                                                     | 34291260 |                |
| Schlossstraße 52° 26′ 26″ N, 10° 47′ 53″ O       | Teehaus                        |                                                                     | 34291510 |                |
| Schlossstraße 52° 26′ 25″ N, 10° 47′ 54″ O       | Barockgarten                   |                                                                     | 34291556 |                |
| Schlossstraße 52° 26′ 24″ N, 10° 47′ 57″ O       | Brücke Schlossstraße           |                                                                     | 34291533 |                |
| Schlossstraße 52° 26′ 22″ N, 10° 48′ 1″ O        | Brücke Schlosspark             |                                                                     | 34290580 |                |
| Schlossstraße 52° 26′ 21″ N, 10° 48′ 12″ O       | Schlosspark                    |                                                                     | 34290603 | Weitere Bilder |
| Schlossstraße 2/4/6 52° 26′ 21″ N, 10° 47′ 55″ O | Wohn- und Wirtschaftsgebäude   | Heute Stadtmuseum Schloss Wolfsburg und Restaurant „Schlossremise“. | 34291577 |                |
| Schlossstraße 8 52° 26′ 21″ N, 10° 47′ 58″ O     | Schloss Wolfsburg              |                                                                     | 34291602 | Weitere Bilder |
| Schlossstraße 9 52° 26′ 26″ N, 10° 48′ 1″ O      | Wohnhaus                       | Ehemaliges Küsterhaus der St.-Marien-Kirche.                        | 34291631 |                |
| Schlossstraße 10 52° 26′ 27″ N, 10° 48′ 9″ O     | Wirtschaftsgebäude             |                                                                     | 34291656 |                |
| Schlossstraße 10 52° 26′ 28″ N, 10° 48′ 9″ O     | Wohnhaus                       |                                                                     | 34291681 |                |
| Schlossstraße 10 52° 26′ 29″ N, 10° 48′ 10″ O    | Wirtschaftsgebäude             |                                                                     | 34291706 |                |
| Schlossstraße 10 52° 26′ 30″ N, 10° 48′ 18″ O    | Schlossparkmauer               |                                                                     | 34291096 |                |
| Schlossstraße 13 52° 26′ 26″ N, 10° 48′ 2″ O     | St.-Marien-Kirche              | Evangelisch-lutherische Kirche.                                     | 34291731 | Weitere Bilder |
| Schlossstraße 15 52° 26′ 26″ N, 10° 48′ 3″ O     | Wohnhaus                       | Pfarrhaus der St.-Marien-Kirche.                                    | 34291759 |                |
| Schlossstraße 19 52° 26′ 27″ N, 10° 48′ 5″ O     | Wirtschaftsgebäude             |                                                                     | 34291805 |                |
| Schlossstraße 21 52° 26′ 27″ N, 10° 48′ 5″ O     | Wohnhaus                       | Hotel „Alter Wolf“.                                                 | 34291853 |                |
| Schlossstraße 21 52° 26′ 28″ N, 10° 48′ 6″ O     | Scheune                        |                                                                     | 34291828 |                |
| Schlossstraße 23 52° 26′ 28″ N, 10° 48′ 7″ O     | Wohnhaus                       |                                                                     | 34291879 |                |
| Schlossstraße 52° 26′ 30″ N, 10° 48′ 9″ O        | Wirtschaftsgebäude             |                                                                     | 34291902 |                |
| Schlossstraße 27 52° 26′ 31″ N, 10° 48′ 7″ O     | Stall                          |                                                                     | 34291925 |                |

### Einzeldenkmal
| Lage                                            | Bezeichnung    | Beschreibung                                                                       | ID       | Bild |
| ----------------------------------------------- | -------------- | ---------------------------------------------------------------------------------- | -------- | ---- |
| Oebisfelder Straße 52° 26′ 12″ N, 10° 47′ 54″ O | Kriegerdenkmal | Kriegerdenkmal für die Ortschaften Heßlingen, Rothehof, Rothenfelde und Wolfsburg. | 34291281 |      |

## Kreuzheide

### Einzeldenkmal
| Lage                                         | Bezeichnung        | Beschreibung | ID       | Bild |
| -------------------------------------------- | ------------------ | --- | -------- | ---- |
| Jembker Straße 2 52° 26′ 55″ N, 10° 47′ 6″ O | Windmühle Schrader | Ursprünglich gehörte die Mühle zu Kästorf, sie kam jedoch durch Umgemeindung in den 1960er Jahren zum Stadtteil Kreuzheide. | 34290555 |      |

## Teichbreite
Im Stadtteil Teichbreite wurden keine Baudenkmale ausgewiesen.

## Tiergartenbreite

### Baudenkmalgruppe Friedhof Wolfsburg
| Lage                                      | Bezeichnung                         | Beschreibung                                                                                | ID       | Bild           |
| ----------------------------------------- | ----------------------------------- | ------------------------------------------------------------------------------------------- | -------- | -------------- |
| Werderstraße 52° 27′ 27″ N, 10° 48′ 3″ O  | Baudenkmalgruppe Friedhof Wolfsburg |                                                                                             | 34201779 | Weitere Bilder |
| Werderstraße 52° 27′ 27″ N, 10° 48′ 3″ O  | Waldfriedhof                        | Ab 1943 angelegter Friedhof.                                                                | 34291999 |                |
| Werderstraße 52° 27′ 23″ N, 10° 48′ 9″ O  | neue Kapelle                        | 1957 erbaute Friedhofskapelle.                                                              | 34290650 |                |
| Werderstraße 52° 27′ 31″ N, 10° 47′ 57″ O | alte Kapelle                        | 1943 erbaute Friedhofskapelle, bis 1959 als Kapelle genutzt, heute als Abstellraum genutzt. | 34290627 |                |

### Baudenkmalgruppe Gedenkstätte für die Opfer der nationalsozialistischen Gewaltherrschaft
| Lage                                           | Bezeichnung                                                                              | Beschreibung | ID       | Bild |
| ---------------------------------------------- | ---------------------------------------------------------------------------------------- | ------------ | -------- | ---- |
| Lydia-Stowbun-Weg 52° 27′ 12″ N, 10° 48′ 11″ O | Baudenkmalgruppe Gedenkstätte für die Opfer der nationalsozialistischen Gewaltherrschaft |              | 34201896 |      |
| Lydia-Stowbun-Weg 52° 27′ 12″ N, 10° 48′ 11″ O | Mahnmal                                                                                  |              | 34292024 |      |
| Lydia-Stowbun-Weg 52° 27′ 12″ N, 10° 48′ 11″ O | Einfriedung                                                                              |              | 34292201 |      |